# Ophiothrix suensoni
Ophiothrix suensoni är en ormstjärneart som beskrevs av Christian Frederik Lütken 1856. Ophiothrix suensoni ingår i släktet Ophiothrix och familjen Ophiothrichidae. Utöver nominatformen finns också underarten O. s. abyssicola.